# Leilas mat
Leilas mat var ett matprogram med Leila Lindholm, sänt på TV4 Plus. Serien sändes i två säsonger men har gått i repris flera gånger. TV4 Plus har också sänt Leilas mat special där man klippt ihop inslag från flera avsnitt. I den första säsongen medverkade även reportern Mårten Andersson.

## Avsnitt

### Första säsongen
1. 3 oktober 2005. Grillfest med orientaliska influenser
2. 10 oktober 2005. Skaldjursbuffé
3. 17 oktober 2005. Hemgjord pizza, italiensk dessert och en god drink
4. 24 oktober 2005. Provensalsk lax och rosa drinkar
5. 31 oktober 2005. Entrecôte med potatisgratäng
6. 7 november 2005. Trerättersmiddag för vännerna
7. 14 november 2005. Koreanska nationalrätten bi bim bap
8. 21 november 2005. Hamburgare med bacon och cheddarost
9. 28 november 2005. Långfrukost med vännerna
10. 5 december 2005. Julmat med orientaliska influenser

### Andra säsongen
1. 9 februari 2006. Romantisk middag
2. 16 februari 2006. Vietnameiska vårrullar med dipsås
3. 23 februari 2006. Det franska bistroköket
4. 2 mars 2006. Vinterfest med indisk touch
5. 9 mars 2006. Revbensspjäll med potatisstavar
6. 16 mars 2006. Piratfest för barnen
7. 23 mars 2006. Utflyktsmat för vintern
8. 30 mars 2006. Karibisk svärdfisk med salsa
9. 6 april 2006. Frasvåfflor med löjrom
10. 13 april 2006. Påskmiddag med lammstek
11. 20 april 2006. Plockmat
12. 27 april 2006. Födelsedag med amerikanska pannkakor